# Deutsch-Pennsylvanischer Arbeitskreis
Der Deutsch-Pennsylvanische Arbeitskreis e. V., abgekürzt DPAK, englisch German-Pennsylvanian Association, wurde am 31. Mai 2003 in der rheinhessischen Ortsgemeinde Ober-Olm (Rheinland-Pfalz) gegründet, wo sich seitdem seine Geschäftsstelle befindet. Sitz des eingetragenen Vereins ist die rheinland-pfälzische Landeshauptstadt Mainz.

## Vereinszweck
Zweck des Vereins ist in erster Linie die Förderung
- des kulturellen Austauschs zwischen den deutschstämmigen Einwohnern Pennsylvanias, die als Volksgruppe Pennsylvania Dutch (auch Pennsylvania Germans oder, pennsylvaniadeutsch, Pennsilfaani Deitsche) genannt werden und sich mittlerweile weiter in Nordamerika verbreitet haben, sowie den Bewohnern der hauptsächlichen Herkunftsgebiete ihrer Vorfahren in Südwestdeutschland
- der pennsylvaniadeutschen Mundart, der Kultur und der Geschichtsforschung
- von deutsch-pennsylvanischen Initiativen und Städtepartnerschaften

## Mitglieder

### Mitgliedschaft und Mitgliederversammlung
Mitglieder des Vereins sind neben einer Reihe von Institutionen und Verbänden vor allem Sprachwissenschaftler, Dialektologen, der gesprochenen oder geschriebenen Mundart verpflichtete Autoren, Historiker sowie kulturell oder genealogisch Interessierte aus Deutschland und den Vereinigten Staaten.
Satzungsgemäß findet jährlich eine ordentliche Mitgliederversammlung (MV) statt, für die meist Heimatmuseen oder ähnliche historisch-kulturelle Einrichtungen Gastgeber sind.

Mitgliederversammlungen
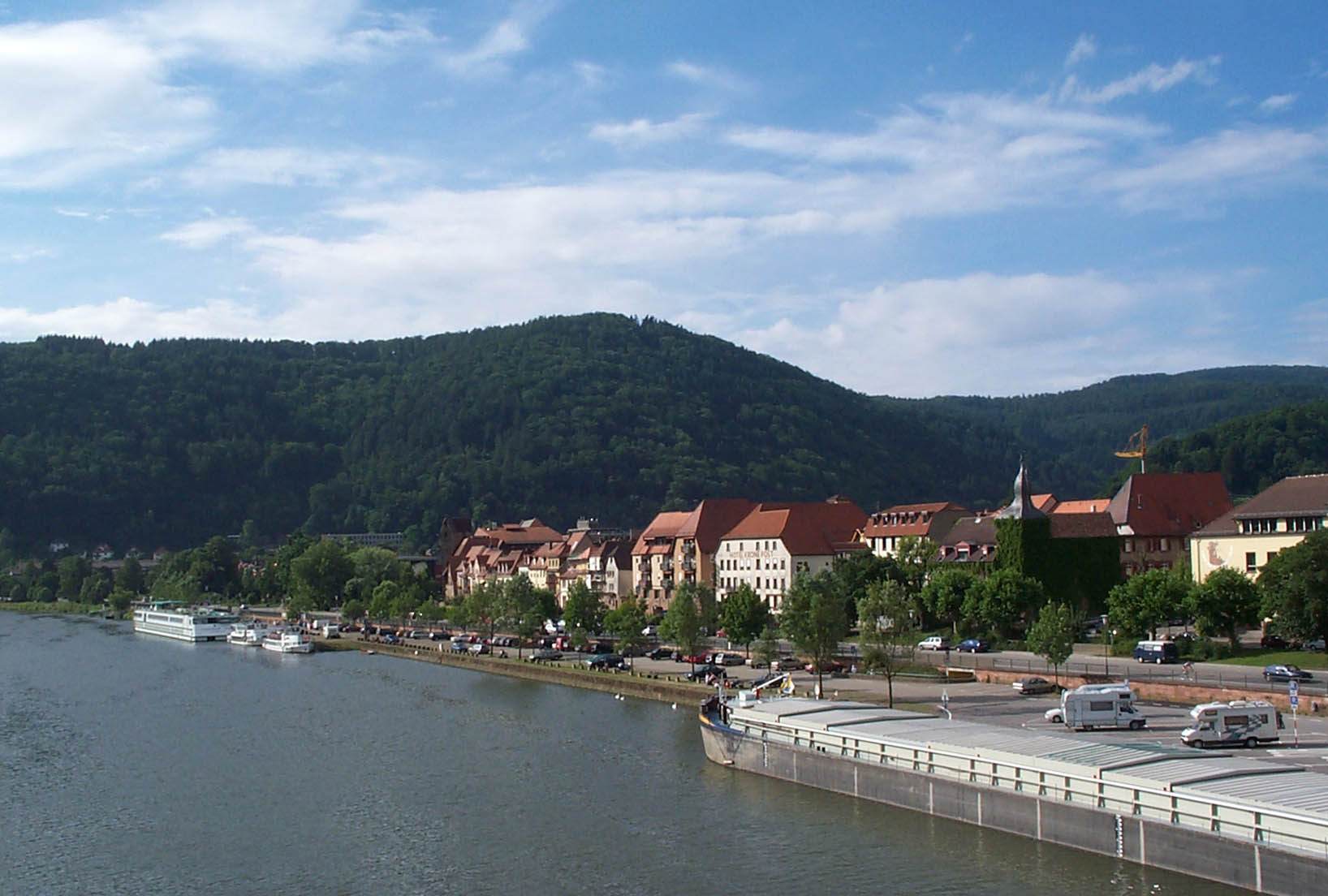
MV 2011 am Neckarufer im Vereinsheim der Rudergesellschaft Eberbach
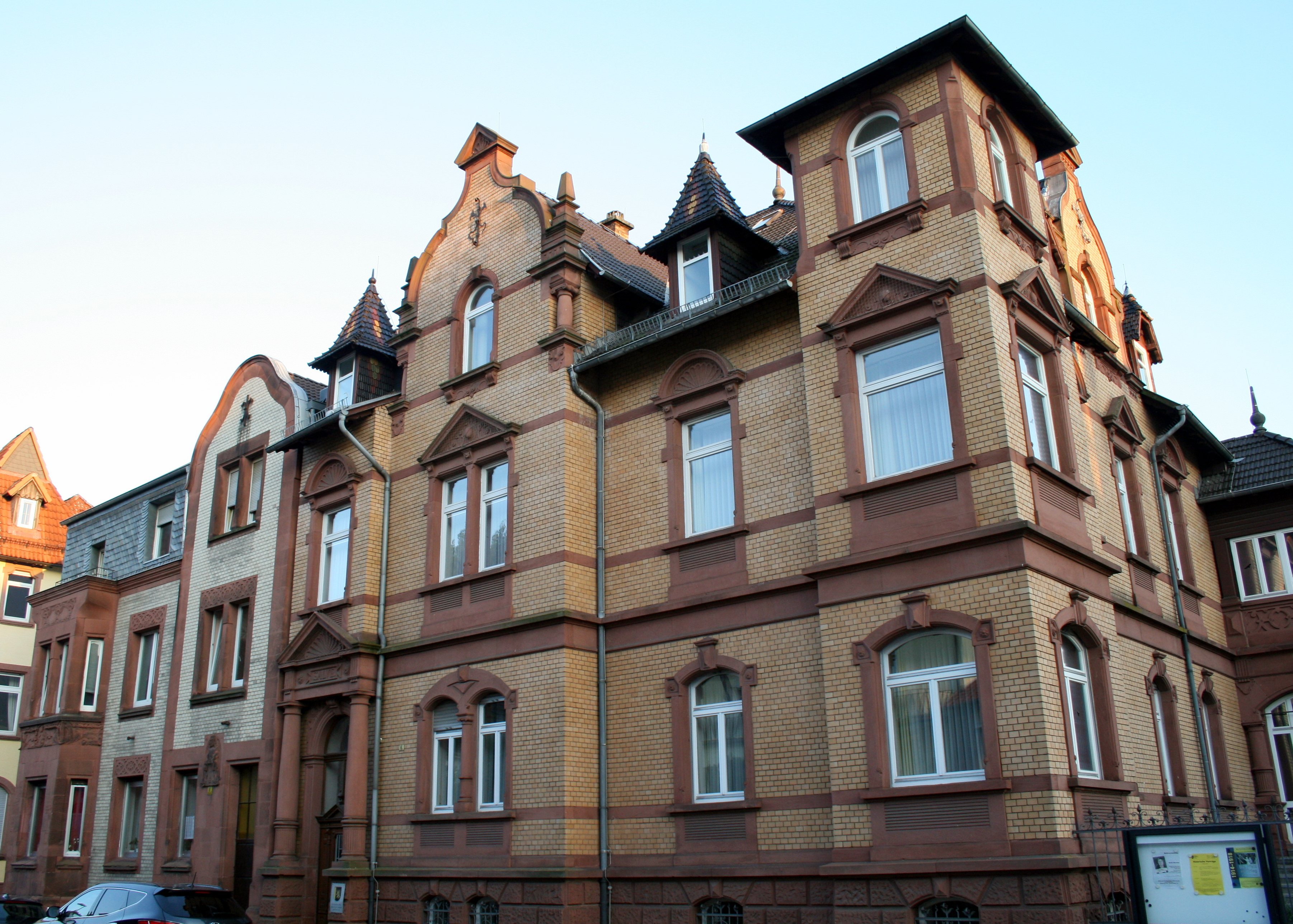
MV 2013 im Institut für pfälzische Geschichte und Volkskunde, Kaiserslautern
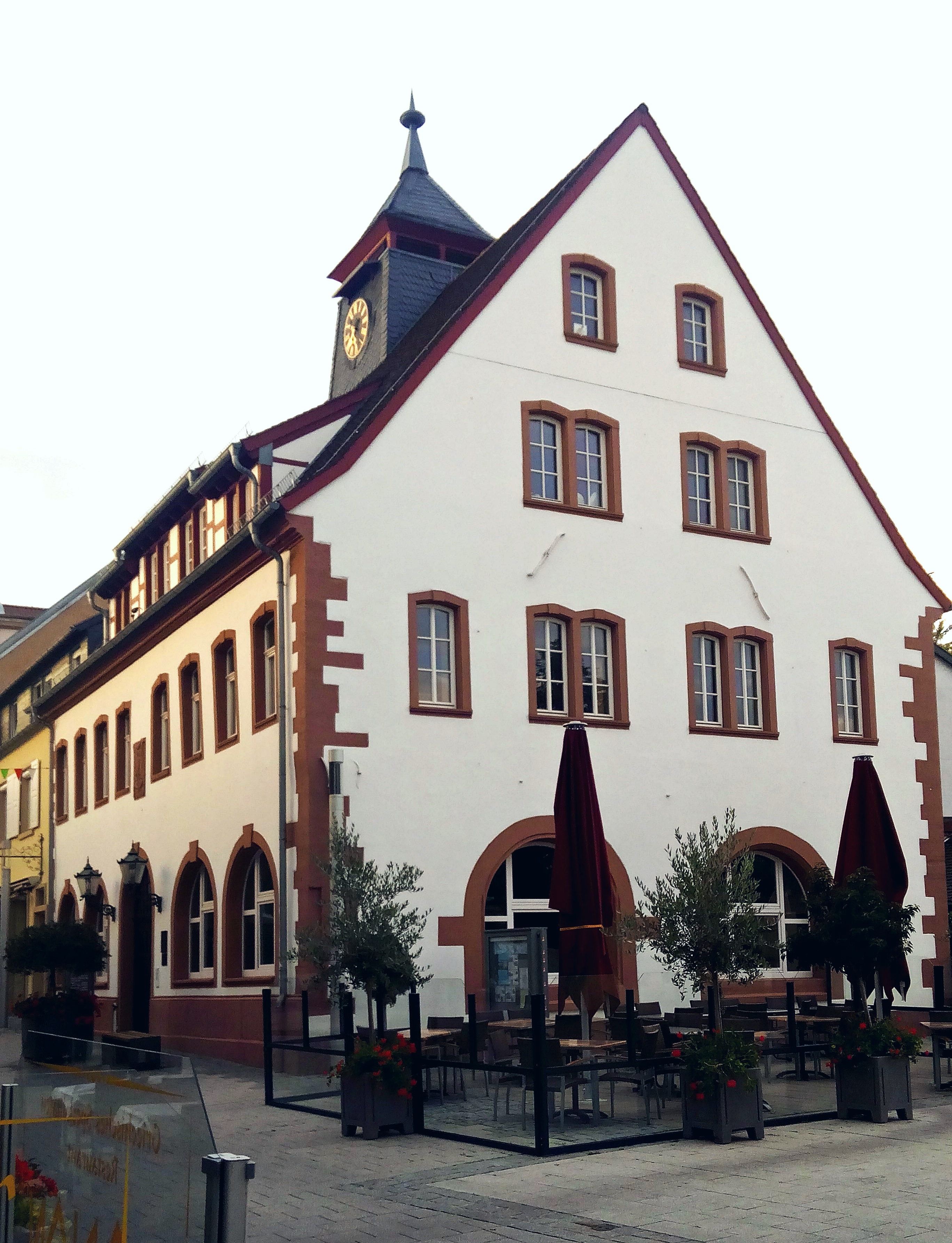
MV 2018 im Museum im Alten Rathaus, Grünstadt

### Ehrenmitglieder
In der Regel alle fünf Jahre verleiht der Deutsch-Pennsylvanische Arbeitskreis eine Ehrenmitgliedschaft:
- 2004: C. Richard Beam (Millersville, PA; 1925–2018), Universitätsdozent, Direktor des Center for Pennsylvania German Studies an der Millersville University, Herausgeber eines zwölfbändigen pennsylvaniadeutschen Wörterbuchs
- 2009: Don Yoder (Devon, PA; 1921–2015), Universitätsdozent, Experte für Pennsylvania German Folklife Studies, Mitbegründer des Kutztown Pennsylvania German Festival
- 2014: Earl C. Haag (Pottsville, PA; * 1929), Universitätsdozent, Herausgeber einer pennsylvaniadeutschen Grammatik und einer Anthologie sowie Autor diverser Dialektkolumnen
- 2022: Walter Sauer (Neckarsteinach, Deutschland; * 1942), Universitätsdozent, Verleger (Edition Tintenfaß) einer Vielzahl von Kinderbüchern in pennsylvanisch-deutscher Mundart sowie Publikationen in zahlreichen anderen Minderheitensprachen
- 2023: John Schmid (Berlin, OH, USA; * 1949), Pennsylvanisch-deutscher Sänger

### Institutionelle Mitglieder (Auswahl)
- Auswanderermuseum Oberalben (Oberalben)
- Center for Pennsylvania German Studies at Millersville University (Millersville, PA)
- Deutsch-Pennsylvanischer Freundeskreis e. V. (Saarbrücken)
- Freundeskreis Ephrata e. V. (Eberbach)
- Institut für pfälzische Geschichte und Volkskunde (Kaiserslautern)
- Landkreis Kaiserslautern
- Mennonitische Forschungsstelle (Weierhof)
- Pennsylvania German Cultural Heritage Center at Kutztown University (Kutztown, PA)
- Pennsylvania German Studies Program at Kutztown University (Kutztown, PA)
- Verein für deutsche Kulturbeziehungen im Ausland (VDA) e. V., Landesverband Rheinland-Pfalz
- Heimat- und Geschichtsverein Altrip e. V.

### Einzelmitglieder (Auswahl)
- Patrick Donmoyer, Site Manager am Pennsylvania German Cultural Heritage Center (Kutztown, PA)
- Earl C. Haag, Professor (em.) für Germanistik, Pennsylvania State University (State College, PA)
- Barbara Hans-Bianchi, Professorin für Germanistik, Università de L’Áquila (L’Áquila, Italien)
- Wilhelm Hauth, Trittchologe (Landau)
- Heinz Helfrich, Professor (em.) für Anglistik, Universität Koblenz-Landau (Kaiserslautern)
- Frank Kessler, Beamter bei der EU-Kommission in Brüssel, 1. Vorsitzender des DPAK (Brüssel)
- Mark L. Louden, Professor für Linguistik, University of Wisconsin (Madison, WI)
- Rudolf Post, Linguist und Dialektologe, Bearbeiter des Pfälzischen Wörterbuchs (Kaiserslautern)
- Walter Sauer, Anglist (i. R.) an der Universität Heidelberg, Verleger (Neckarsteinach)
- Helmut Seebach, Volkskundler und Verleger (Mainz)
- Helmut Schmahl, Historiker, Privatdozent am Historischen Seminar der Universität Mainz (Alzey)
- Michael Werner, Linguist und Publizist, Herausgeber der pennsylvaniadeutschen Zeitung Hiwwe wie Driwwe, Gründer des Deutsch-Pennsylvanischen Archivs, 2. Vorsitzender des DPAK (Ober-Olm)
- Roland Geiger, Genealoge, Regionalhistoriker (St. Wendel)

### Ehemalige Mitglieder (Auswahl)
- 2003–2016: David L. Valuska, Historiker (em.), Kutztown University of Pennsylvania (Kutztown, PA)
- 2003–2017: Joshua Brown, Professor für Linguistik an der University of Wisconsin (Madison, WI)
- 2003–2019: Hans Buch (1937–2019), Bürgermeister i. R. der Verbandsgemeinde Enkenbach-Alsenborn (Enkenbach-Alsenborn)
- 2003–2020: Doris Schweitzer (1961–2020), Germanistin und langjährige Schatzmeisterin des DPAK (Grünstadt)
- 2003–2023: Roland Paul (1951–2023), Historiker und Volkskundler, Direktor (i. R.) des Instituts für pfälzische Geschichte und Volkskunde (Kaiserslautern)
- 2003–2023: Albert H. Keil (1947–2023), Pfälzer Mundartdichter (Ahrensburg)
- 2003–2024: Elwetrittche-Verein 1982 e. V. (Landau)
- 2004–2014: Pennsylvanisches Fremdenverkehrsamt (Frankfurt)
- 2004–2018: C. Richard Beam (1925–2018), Professor (em.) für Germanistik, Millersville University (Millersville, PA)
- 2006–2014: John Delaney, Historiker, Professor an der Kutztown University of Pennsylvania (Kutztown, PA)
- 2008–2023: Jörg Meindl, Professor für Germanistik, Harrisburg Area Community College (Lebanon, PA)
- 2009–2015: Don Yoder (1921–2015), Volkskundler, Professor (em.) an der Kutztown University of Pennsylvania (Kutztown, PA)

## Vorstand

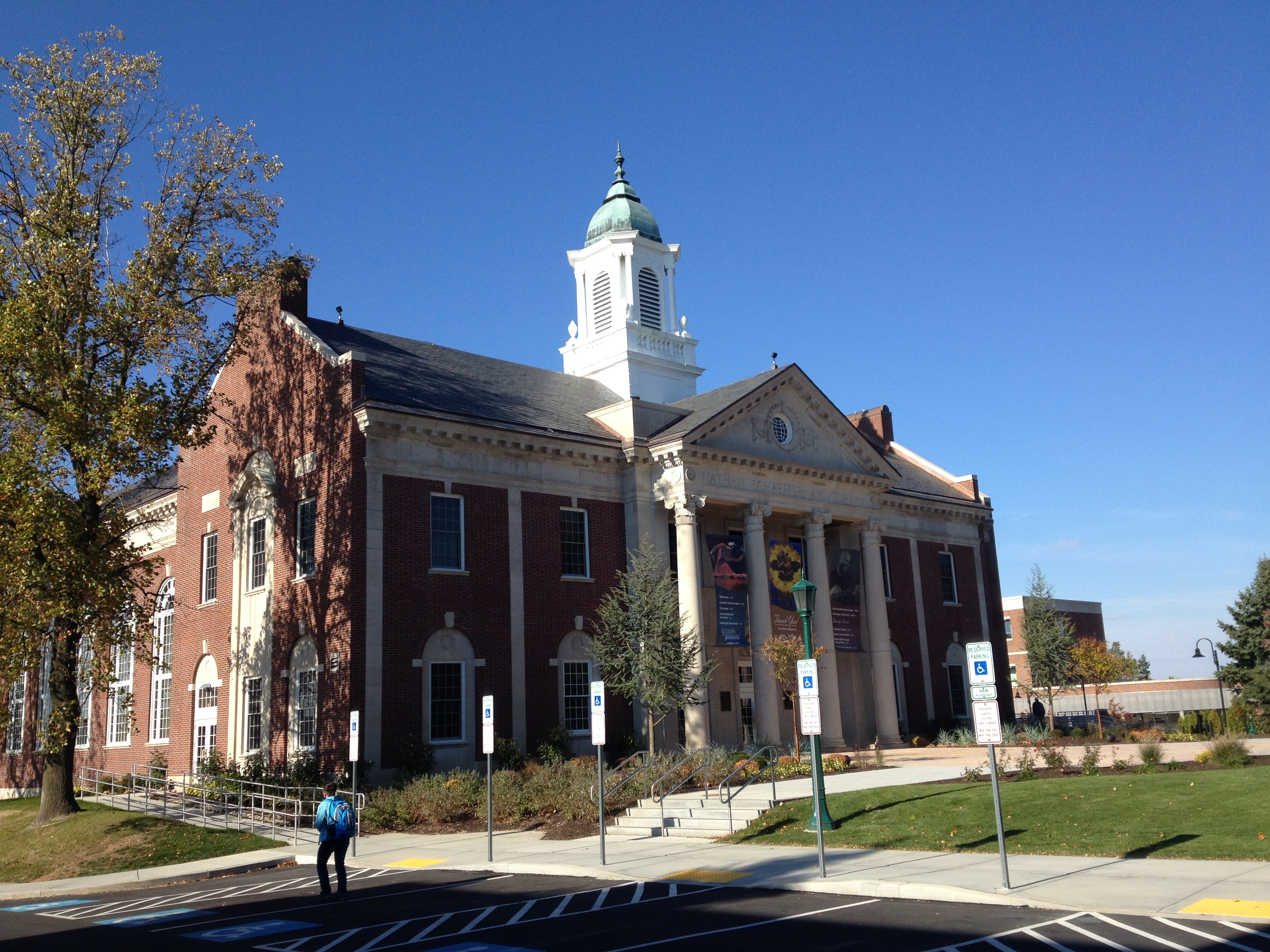
Kutztown University

Der Vorstand des Vereins setzt sich aus fünf Personen zusammen, die von der Mitgliederversammlung auf drei Jahre gewählt werden. 1. Vorsitzender war von 2003 bis 2010 der promovierte Linguist und Publizist Michael Werner, der in Ober-Olm ein Deutsch-Pennsylvanisches Archiv aufgebaut hat. Ende der 1990er Jahre war er Gründungsherausgeber einer Halbjahresschrift, die sich mundartlich „Hiwwe wie Driwwe“ nennt und sich damit an Hüben und Drüben richtet, also sowohl an die Nachfahren der Hiergebliebenen als auch an diejenigen der Ausgewanderten.
Seit April 2010 wird der Verein von Frank Kessler aus Brüssel geführt, der zuvor stellvertretender Vorsitzender war und mit Michael Werner das Amt getauscht hat. Die Geschäftsstelle des Vereins befindet sich weiter in Ober-Olm und wird von Michael Werner als Geschäftsführer geleitet. Traditionell stammt ein Vorstandsmitglied aus dem pennsylvaniadeutschen Sprachraum. Aktuell ist es Patrick Donmoyer, Site Manager des Pennsylvania German Cultural Heritage Center an der Kutztown University of Pennsylvania.

## Projekte und Aktivitäten

### En Friehyaahr fer die Mudderschprooch
Als sein wichtigstes Projekt betrachtet der Verein die Aktion „En Friehyaahr fer die Mudderschprooch“, die seit 2010 jährlich vom 2. Februar, dem Groundhog Day (pennsylvaniadeutsch Grundsaudaag, deutsch Murmeltiertag), bis zum Kutztown Pennsylvania German Festival Anfang Juli durchgeführt wird. Dabei werden Veranstaltungen rund um Sprache und Kultur der Pennsylvaniadeutschen gebündelt und unter dem Aktionslabel der Öffentlichkeit vorgestellt.
Seit 2013 vergibt der Verein im Rahmen dieses Projekts jährlich einen englisch bezeichneten Preis, den Award for Outstanding Pennsylvania German Activities:
| 1.  | 2013 | Douglas Madenford (Howard, PA)                                  | Entwicklung eines pennsylvaniadeutschen Internet-Sprachkurses (41 Lektionen auf Youtube)                                                                           |
| 2.  | 2014 | Alice B. Spayd (Fredericksburg, PA)                             | Verdienste als pennsylvaniadeutsche Lehrerin und Chorleiterin |
| 3.  | 2015 | Amos Hoover (Ephrata, PA) und Keith Reigart (Columbia, PA)      | Organisation des pennsylvaniadeutschen Gesprächskreises an der Muddy Creek Farm Library (Ephrata, PA)                                                              |
| 4.  | 2016 | Lilian Stoltzfus (Lancaster County, PA)                         | Publikation des Lehrbuchs Speaking Amish, mit dem Interessierte die amisch-mennonitische Form des Pennsylvaniadeutschen lernen können                              |
| 5.  | 2017 | Peter Zacharias (Wyomissing, PA) & Edwin Zacharias              | Erstellung des pennsylvaniadeutschen Online-Wörterbuchs padutchdictionary.com                                                                                      |
| 6.  | 2017 | Keith Brintzenhoff (Kutztown, PA)                               | Ehrung für sein Lebenswerk als Pennsylvaniadeutsch-Lehrer, Musiker und Redner                                                                                      |
| 7.  | 2018 | Prof. Mary Laub (Kutztown, PA)                                  | Herausgabe mehrerer pennsylvaniadeutscher Kinderbücher |
| 8.  | 2018 | Prof. Mark Louden (Madison, WI)                                 | Ehrung für sein Lebenswerk als Wissenschaftler mit Forschungsschwerpunkt Pennsylvania Dutch                                                                        |
| 9.  | 2019 | Jennifer Trout (Stevens, PA)                                    | Herausgabe des Pennsylvania German Dictionary gemeinsam mit C. Richard Beam und langjährige Mitarbeit im Center for Pennsylvania German Studies (Millersville, PA) |
| 10. | 2020 | Rachel Yoder (Boyertown, PA) und Douglas Madenford (Howard, PA) | Herausgabe zweier bilingualer Kinderbücher in Pennsylvania Dutch und Englisch: Penny Olive und Davey Applebutter                                                   |
| 10. | 2020 | Richard Miller (Topton, PA) und die Miller Brothers             | Ehrung für das Lebenswerk als pennsylvaniadeutsche Sänger, aktive Unterstützer des Kutztown Folk Festivals und Redner                                              |
| 11. | 2024 | Bradley Smith (Berks County, PA)                                | Ehrung für die erfolgreiche Einführung pennsylvanisch-deutscher Dialektkurse am Berks County History Center                                                        |

### Deutsch-Pennsylvanischer Tag
Seit 2006 veranstaltet der Verein jährlich, meist im Herbst, an wechselnden Orten in Südwestdeutschland einen Deutsch-Pennsylvanischen Tag. Dabei werden beispielsweise für die Geschichte der Auswanderung bedeutsame Örtlichkeiten vorgestellt, Museen und Bibliotheken besichtigt sowie Dialekttexte und -lieder präsentiert. So trat 2011 der pennsylvaniadeutsche Humorist Don Breininger, Präsident der Weisenberg Township (Fogelsville, PA), auf. Aufgrund der Corona-Pandemie wurde der Deutsch-Pennsylvanische Tag im Jahr 2020 erstmals als transatlantische Online-Veranstaltung durchgeführt und mit dem „Heemet Fescht“ des Pennsylvania German Cultural Heritage Center in Kutztown zusammengelegt. Die Vorträge erreichten live jeweils bis zu 250 Zuschauer, die Gesamtabrufzahl der bei Facebook gespeicherten Präsentationen liegt deutlich über 30.000.
| 1.  | 2006 | Oberalben               | Keynote Speaker: Keith Reigart (Columbia, PA)                                                                               |
| 2.  | 2007 | Essenheim               | Keynote Speaker: Mark Louden (Madison, WI)                                                                                  |
| 3.  | 2008 | Weierhof                | Keynote Speaker: Edward Quinter (Allentown, PA)                                                                             |
| 4.  | 2009 | Alzey                   | Keynote Speaker: Don Yoder (Devon, PA)                                                                                      |
| 5.  | 2010 | Eschelbronn             | Keynote Speaker: John Schmid (Berlin, OH)                                                                                   |
| 6.  | 2011 | Weierhof                | Keynote Speaker: Don Breininger (New Tripoli, PA)                                                                           |
| 7.  | 2012 | Landau-Mörlheim         | Keynote Speaker: Keith Brintzenhoff (Kutztown, PA)                                                                          |
| 8.  | 2013 | Ladenburg               | Keynote Speaker: Richard Miller (Topton, PA)                                                                                |
| 9.  | 2014 | Hochdorf-Assenheim      | Keynote Speaker: Bill Mack (Alburtis, PA)                                                                                   |
| 10. | 2015 | Bockenheim              | Keynote Speakers: John Schmid (Berlin, OH), Mark Louden (Madison, WI)                                                       |
| 11. | 2016 | Hördt                   | Keynote Speaker: Chris LaRose (Mount Etna, PA)                                                                              |
| 12. | 2017 | Billigheim-Ingenheim    | Keynote Speakers: Mike & Linda Hertzog (Blandon, PA)                                                                        |
| 13. | 2018 | Ober-Olm                | Keynote Speaker: Patrick Donmoyer (Kutztown, PA)                                                                            |
| 14. | 2019 | Worms                   | Keynote Speaker: Ben Rader (Reeders, PA)                                                                                    |
| 15. | 2020 | Kutztown (Online-Event) | Keynote Speakers: Patrick Donmoyer, Douglas Madenford, Chris LaRose, Rachel Yoder, Dave Kline, Terry Berger, Michael Werner |
| 16. | 2022 | Bockenheim              | Keynote Speakers: Douglas Madenford (Howard, PA), Erich Mace (Berks County, PA)                                             |
| 17. | 2023 | Eberbach                | Keynote Speaker: John Schmid (Berlin, OH)                                                                                   |
| 18. | 2024 | Altrip                  | Keynote Speaker: Scott Reagan (Pen Argyl, PA)                                                                               |

Deutsch-Pennsylvanische Tage
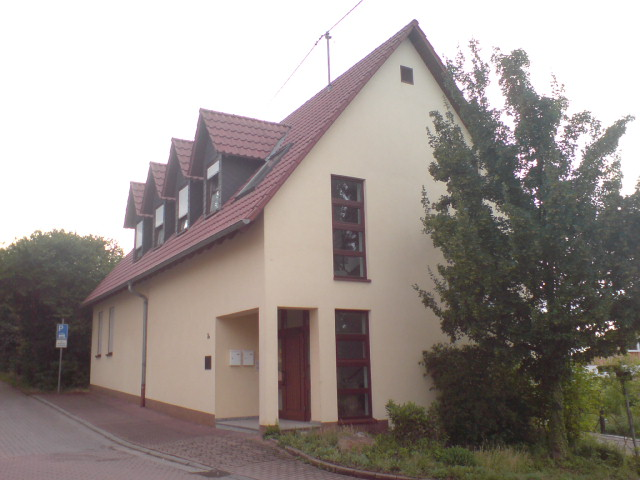
2008 und 2011 in der Mennonitischen Forschungsstelle Weierhof
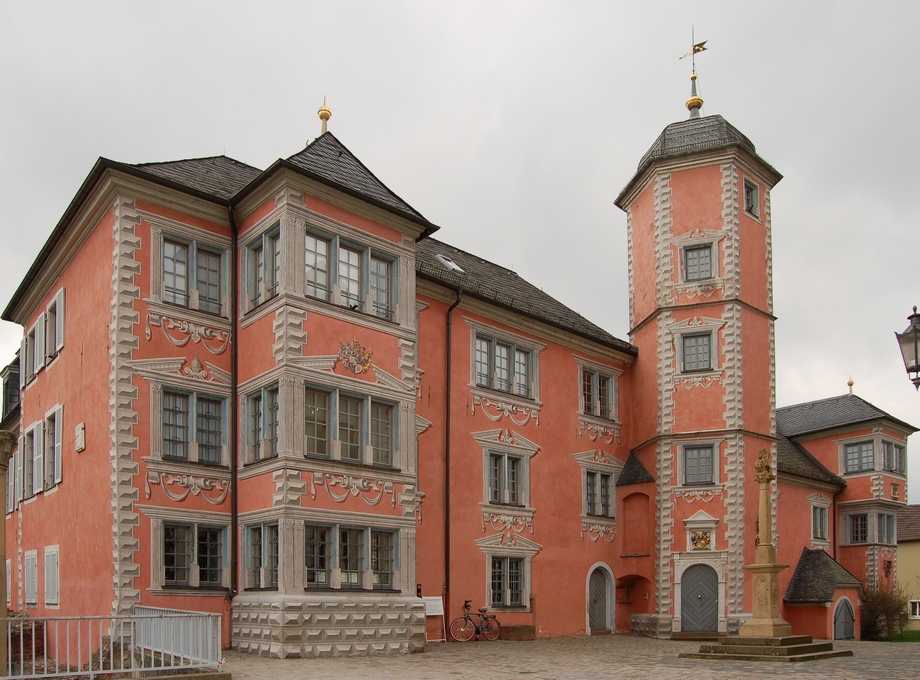
2013 in Ladenburg, hier das Lobdengau-Museum
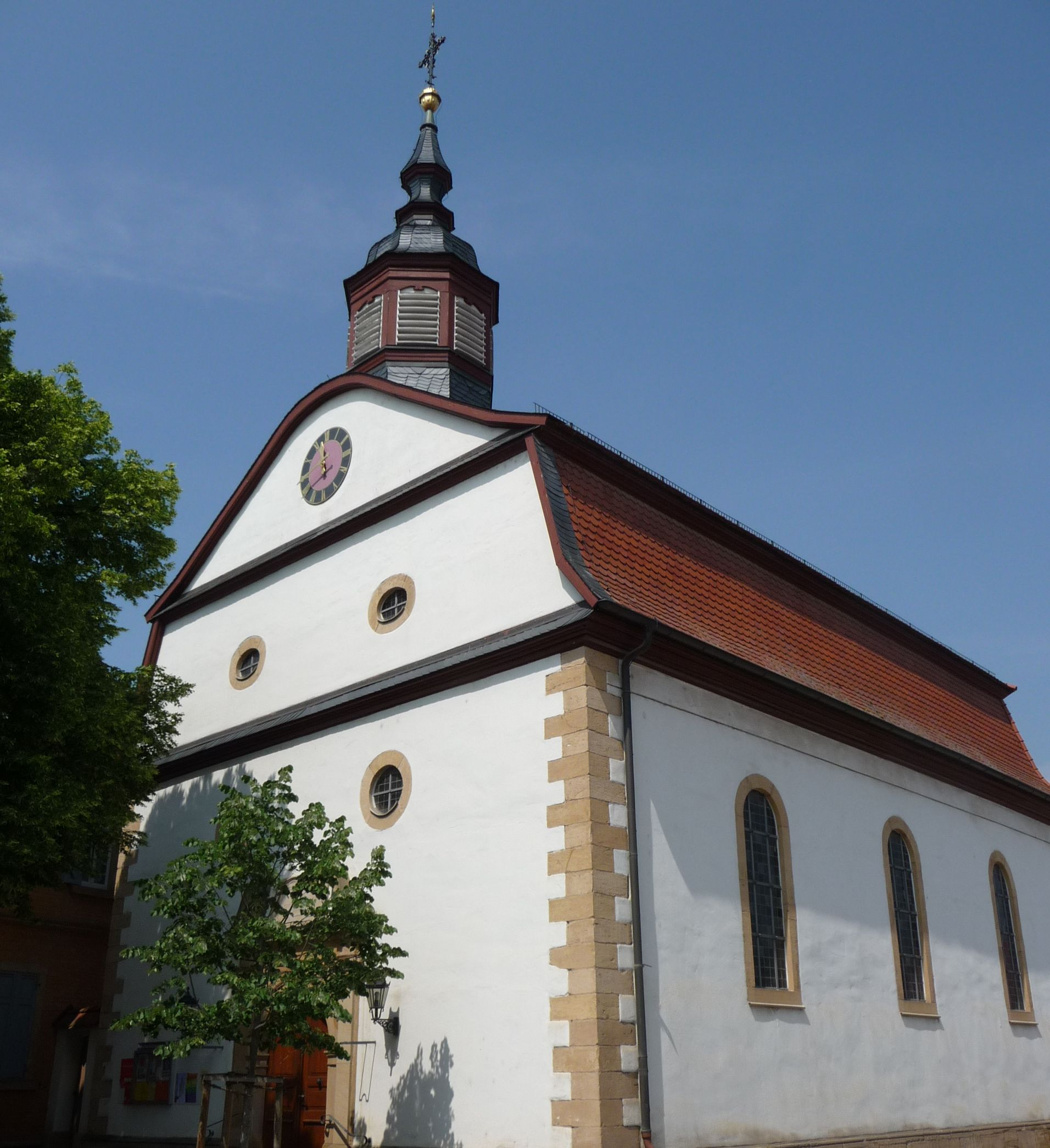
2014 in Hochdorf-Assenheim, hier die protestantische Kirche
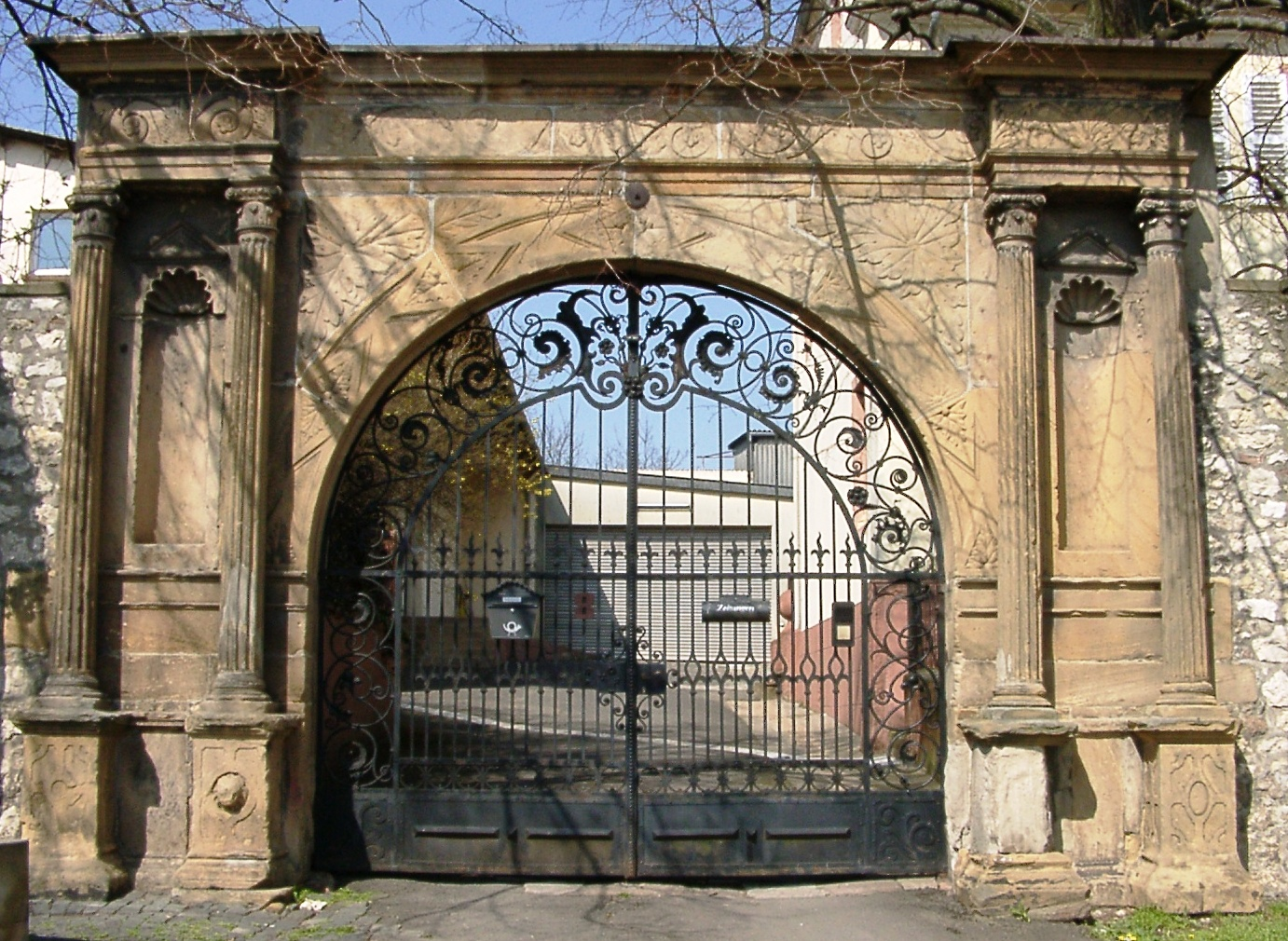
2015 im Schlossgut in Bockenheim, dem Nachfolgeanwesen der Emichsburg
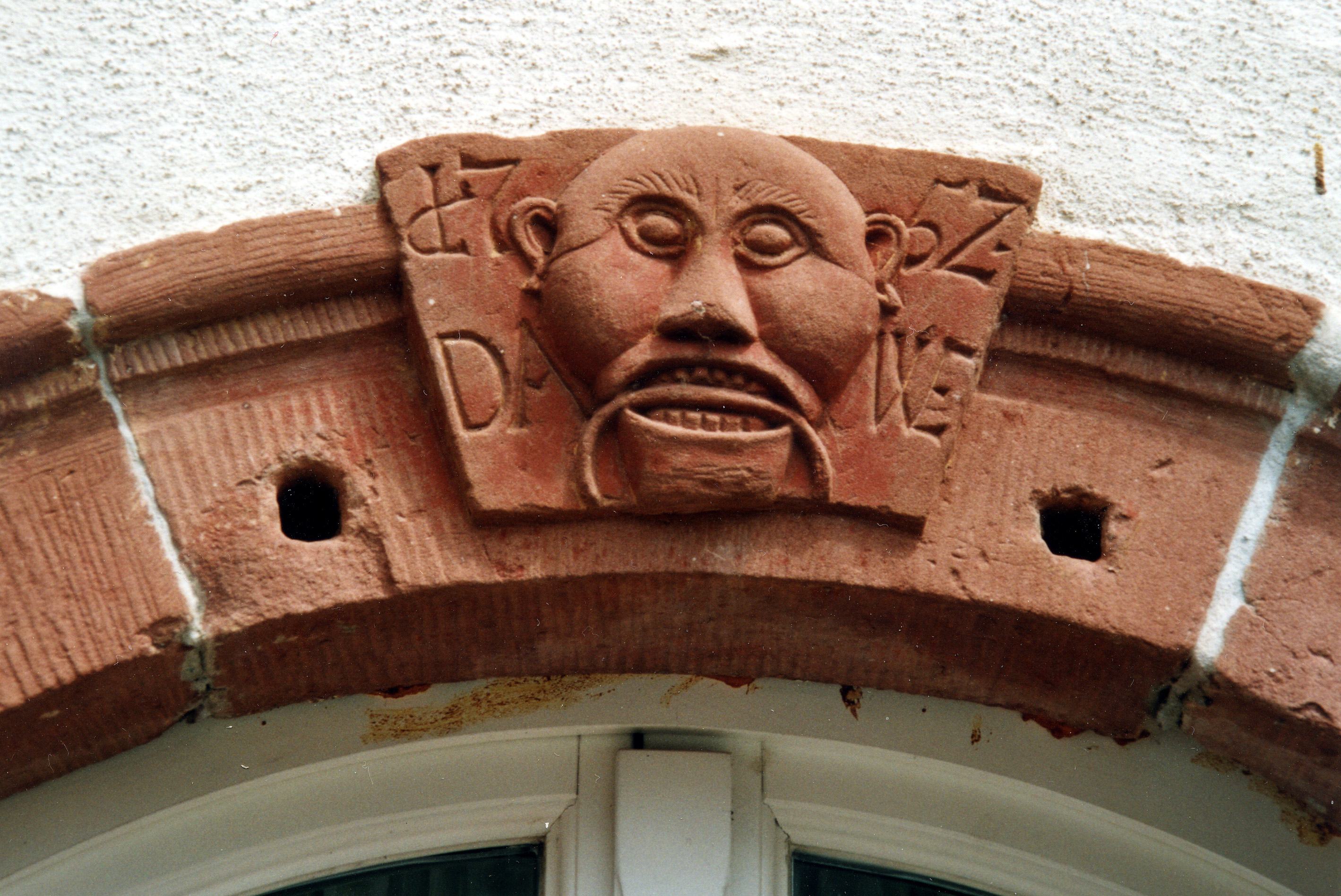
2017 in Billigheim-Ingenheim, hier ein Neidkopf von 1752
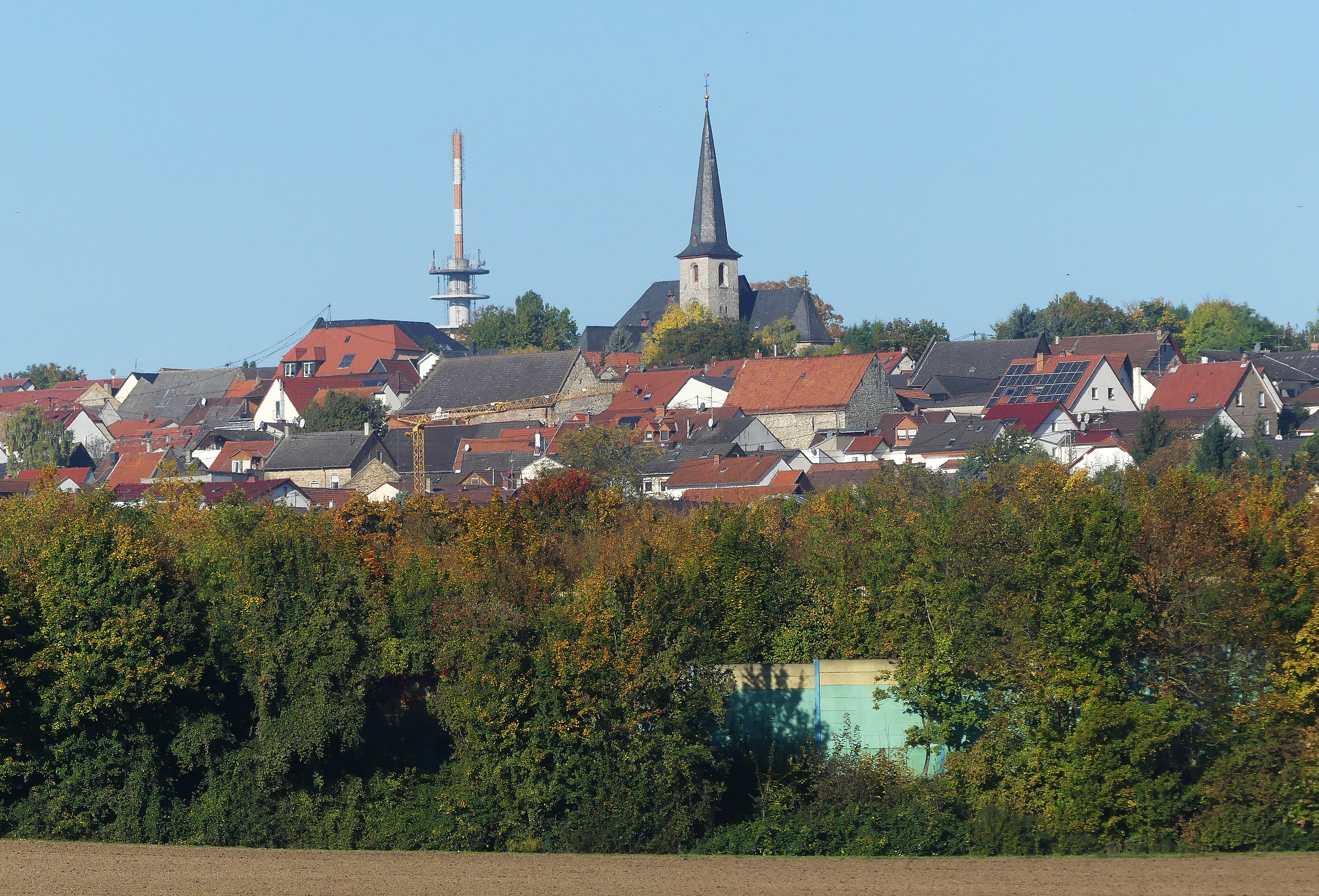
2018 in Ober-Olm
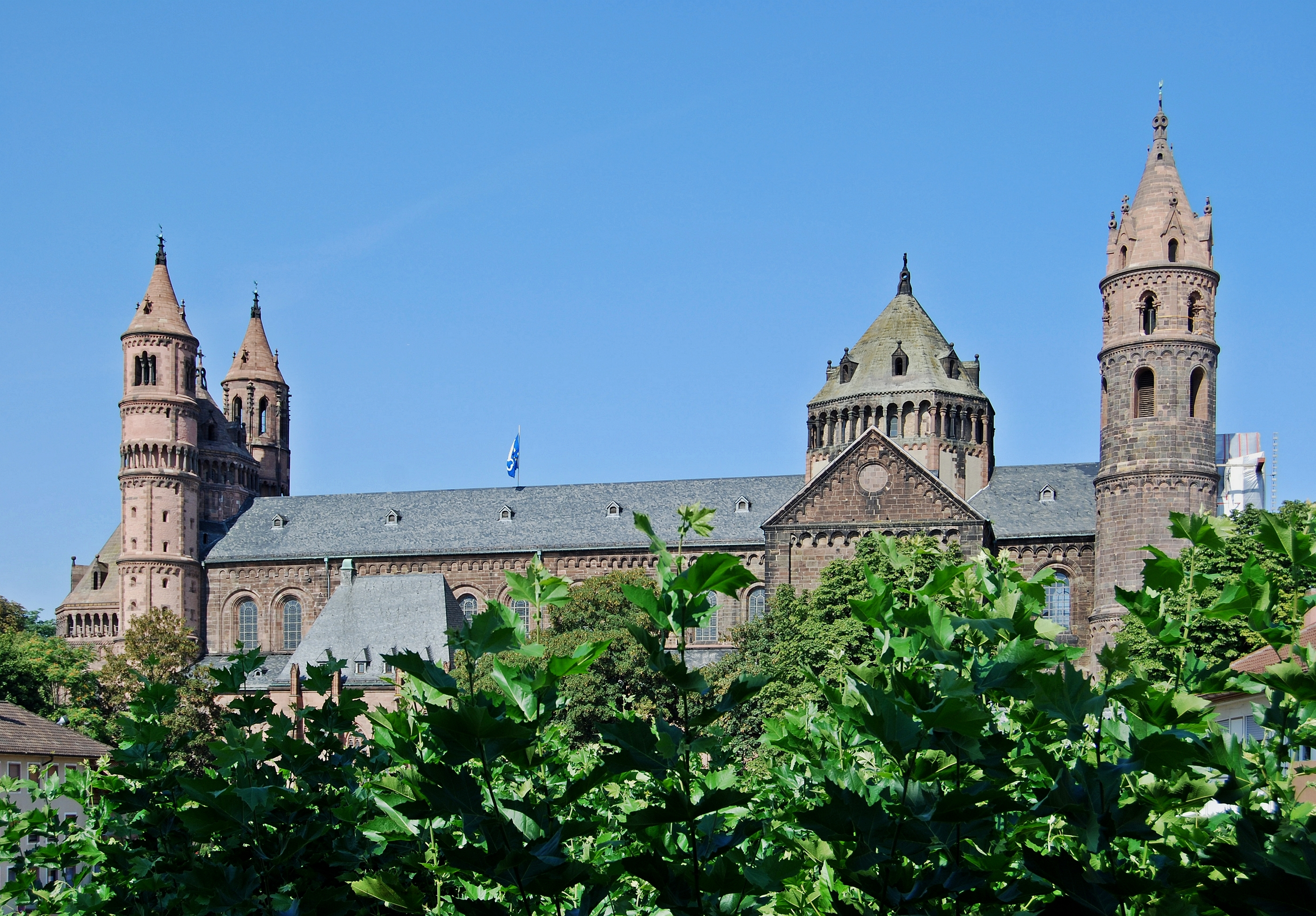
2019 in Worms, hier der Dom

## Auszeichnungen
2015 wurde dem Deutsch-Pennsylvanischen Arbeitskreis vom Förderkreis Mundart Bockenheim e. V., der seit 1953 den Pfälzischen Mundartdichterwettstreit veranstaltet, der Preis der Emichsburg verliehen. Die seit 1981 vergebene Auszeichnung, benannt nach der mittelalterlichen Burg im Ortsteil Kleinbockenheim, würdigt besondere Verdienste um Mundart, Dialektliteratur und regionale Kultur. Anlässlich der Preisverleihung beteiligte sich der Verein an den 38. Mundarttagen in Bockenheim mit wissenschaftlichen, literarischen und musikalischen Beiträgen. Zu diesem Zweck wurde der 10. Deutsch-Pennsylvanische Tag vom Herbst auf das Frühjahr vorgezogen.